# 123290 Manoa
123290 Manoa è un asteroide della fascia principale. Scoperto nel 2000, presenta un'orbita caratterizzata da un semiasse maggiore pari a 2,5836050 UA e da un'eccentricità di 0,1361016, inclinata di 15,96075° rispetto all'eclittica.
L'asteroide è dedicato alla valle Manoa, nell'isola di Oahu, nelle Hawaii, nella quale nacque l'Università delle Hawaii, nel 1907.